# Guerou
Guerou (en arabe : كرو) est une commune urbaine du sud de la Mauritanie, située dans la région d'Assaba. C'est le chef-lieu de la moughataa du même nom, le département de Guerou.

## Géographie
La commune de Guerou est située au centre de la région d'Assaba et elle s'étend sur 120 km2.
Elle est délimitée au nord par la commune de Kamour, au sud et à l'ouest par la commune d'Oudey Jrid.

## Histoire
Guerou a été érigée en commune par l'ordonnance du 20 octobre 1987 instituant les communes de Mauritanie.

## Démographie
Lors du Recensement général de la population et de l'habitat (RGPH) de 2000, Guerou comptait 15 589 habitants.
Lors du RGPH de 2013, la commune en comptait 25 368, soit une croissance annuelle de 4 % sur 13 ans.

## Économie
L'agriculture est au centre de l'économie de Guerou, comme quasiment toutes les communes de la région. Mais cette économie est fragile car elle rencontre des obstacles à son développement, notamment les conditions climatiques ou le manque de moyens des agriculteurs. Pour faire face à ces obstacles, l'état ou différentes ONG financent des projets qui améliorent les conditions de vie des habitants.

## Santé
Guerou possède un centre de santé de type A, réhabilité en 2006. Il est composé des services d'hospitalisation, de stomatologie mais aussi d'un laboratoire et d'une unité de diagnostic par rayons ainsi qu'un personnel comprenant des médecins, des sages-femmes et des infirmiers.